# Now and Later
Now and Later è un singolo del rapper statunitense Sage the Gemini. La canzone è stata pubblicata il 14 ottobre 2016. Inoltre la canzone è stata utilizzata in un filtro Snapchat.

## Classifiche
| Classifiche (2016-17) | Posizione massima |
| --------------------- | ----------------- |
| Australia             | 19                |
| Austria               | 18                |
| Belgio (Fiandre)      | 2                 |
| Belgio (Vallonia)     | 19                |
| Canada                | 45                |
| Danimarca             | 28                |
| Finlandia             | 12                |
| Germania              | 6                 |
| Irlanda               | 20                |
| Italia                | 70                |
| Norvegia              | 18                |
| Nuova Zelanda         | 12                |
| Portogallo            | 56                |
| Scozia                | 14                |
| Slovacchia            | 32                |
| Repubblica Ceca       | 46                |
| Ucraina               | 6                 |
| USA Billboard Hot 100 | 93                |